# Psychotria rosea
Psychotria rosea är en måreväxtart som först beskrevs av George Bentham, och fick sitt nu gällande namn av Johannes Müller Argoviensis. Psychotria rosea ingår i släktet Psychotria och familjen måreväxter.

## Underarter
Arten delas in i följande underarter:
- P. r. rosea
- P. r. trichophora